# Smalle otterschelp
De smalle otterschelp (Lutraria angustior) is een tweekleppigensoort uit de familie van de Mactridae. De wetenschappelijke naam van de soort is voor het eerst geldig gepubliceerd in 1844 door Philippi.